# Scheibe Tandem-Falke
El Scheibe SF 28 Tandem-Falke es un motovelero alemán que fue diseñado por Egon Scheibe en 1970 y que voló por primera vez en mayo del año siguiente. Era un desarrollo del Scheibe Falke con (como sugiere su nombre) asientos en tándem, en lugar de lado a lado como en el diseño original del Falke.

## Desarrollo
El SF 28 es un monoplano cantilever de ala baja de diseño convencional con una gran cubierta de plexiglás. El tren de aterrizaje se compone de una monorrueda no retráctil y rueda de cola orientable, unida al timón. Pequeñas ruedas de equilibrio están unidas a patas de nailon bajo cada ala. El fuselaje es de construcción en tubo de acero, recubierto de tela, y las alas están construidas de madera y tela alrededor de un único larguero.

## Historia operacional
Scheibe presentó al menos un Tandem-Falke en el Campeonato Alemán de Motoveleros de 1977.
Al menos un SF 28 fue usado por las fuerzas armadas españolas como UE.16, y fue dado de baja en abril de 2008.

## Operadores
España
- Ejército del Aire

## Especificaciones (SF 28A)
Referencia datos: Jane's all the world's aircraft, 1985-86

### Características generales
- Tripulación: Uno (piloto)
- Capacidad: Un pasajero
- Longitud: 8,1 m (26,6 ft)
- Envergadura: 16,3 m (53,5 ft)
- Altura: 1,6 m (5,1 ft)
- Superficie alar: 18,5 m² (199,1 ft²)
- Perfil alar: Göttingen 533
- Peso vacío: 410 kg (903,6 lb)
- Peso máximo al despegue: 610 kg (1344,4 lb)
- Planta motriz: 1× motor bóxer de cuatro cilindros refrigerado por aire Limbach SL 1700.
  - Potencia: 49 kW (68 HP; 67 CV)
- Alargamiento: 14,5

### Rendimiento
- Velocidad máxima operativa (Vno): 180 km/h (112 MPH; 97 kt)
- Alcance: 520 km (281 nmi; 323 mi)
- Techo de vuelo: 5000 m (16 404 ft)
- Carga alar: 33 kg/m² (6,8 lb/ft²)
- Máx. relación de planeo: 26:1 a 85 km/h  (46 kn; 53 mph)
- Tasa de descenso: 0,9 m/s (180 pies/min) a 69 km/h (37 kn; 43 mph)

## Aeronaves relacionadas

### Aeronaves similares
- Fournier RF 5

### Secuencias de designación
- Secuencia U._ (Aeronaves Utilitarias del Ejército del Aire español, 1978-presente): ← U.14 - UD.14 - U.15 - UE.16 - UE.17 - U.22